# Hubert Salvator de Austria
Arhiducele Hubert Salvator de Austria (germană Hubert Salvator Rainer Maria Joseph Ignatius, Erzherzog von Österreich, Prinz von Toskana; 30 aprilie 1894 – 24 martie 1971) a fost membru al liniei toscane a Casei de Habsburg-Lorena și Arhiduce de Austria, Prinț al Ungariei, Boemiei și Toscanei prin naștere.

## Familie
Hubert Salvator a fost al treilea copil și al doilea fiu al Arhiducelui Franz Salvator de Austria și a soției acestuia, Arhiducesa Marie Valerie de Austria. Prin mama sa, Hubert Salvator a fost nepot al împăratului Franz Joseph I al Austriei și a împărătesei Elisabeta de Bavaria.

## Căsătorie și copii
La 25 noiembrie 1926, la Anholt, printr-o ceremonie civilă, Hubert Salvator s-a căsătorit cu Prințesa Rosemary de Salm-Salm, al doilea copil al lui Emanuel Alfred, Prinț Ereditar de Salm-Salm și a soției acestuia, Arhiducesa Maria Christina de Austria. La 26 noiembrie a avut loc ceremonia religioasă.Hubert Salvator și Rosemary au avut 13 copii:
- Arhiducele Friedrich Salvator de Austria (27 noiembrie 1927 - 26 martie 1999).
- Arhiducesa Agnes Christina de Austria (14 decembrie 1928 – 31 august 2007).
- Arhiducesa Maria Margaretha de Austria (n. 29 ianuarie 1930).
- Arhiducesa Maria Ludovica de Austria (31 ianuarie 1931 - 17 aprilie 1999).
- Arhiducesa Maria Adelheid de Austria (n. 28 iulie 1933).
- Arhiducesa Elisabeth Mathilde de Austria (18 martie 1935 - 9 octombrie 1998).
- Arhiducele Andreas Salvator de Austria (n. 28 aprilie 1936).
- Arhiducesa Josepha Hedwig de Austria (n. 2 septembrie 1937).
- Arhiducesa Valerie Isabella de Austria (n. 23 mai 1941).
- Arhiducesa Maria Alberta de Austria (n. 1 iunie 1944).
- Arhiducele Markus Emanuel Salvator de Austria (n. 2 aprilie 1946).
- Arhiducele Johann Maximilian de Austria (n. 18 septembrie 1947).
- Arhiducele Michael Salvator de Austria (n. 2 mai 1949).